# بانک آی‌دی‌اف‌سی
بانک آی‌دی‌اف‌سی (انگلیسی: IDFC First Bank) شرکت خدمات مالی و بانکداری هندی است، که در سال ۲۰۱۵ تأسیس شد.